# ブリティッシュショートヘア

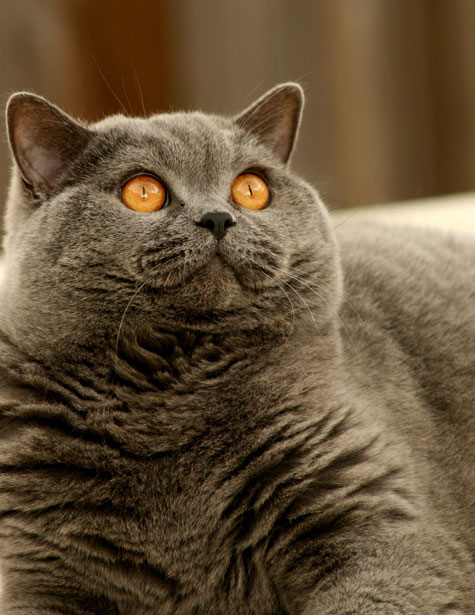
ブリティッシュブルー

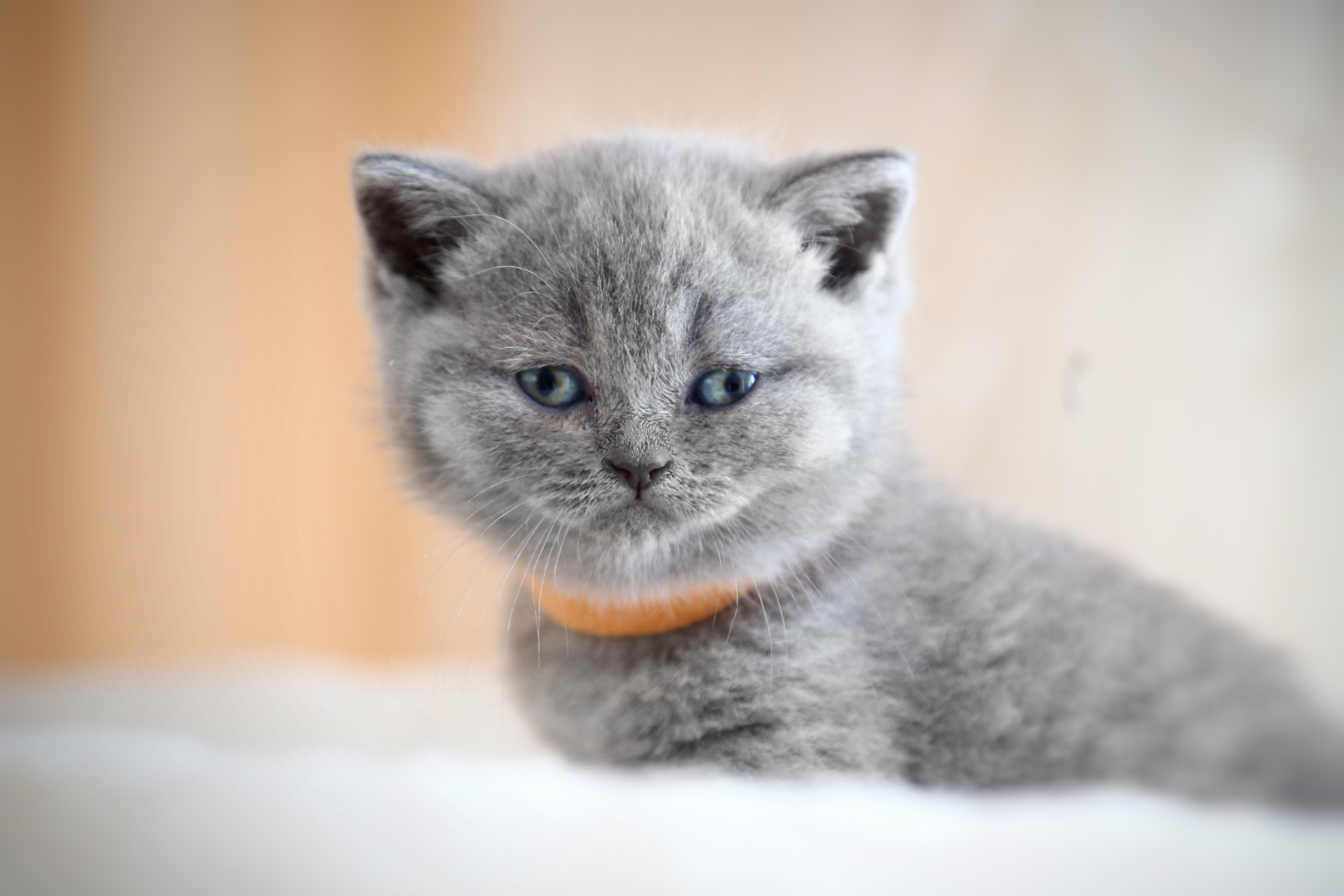
仔猫

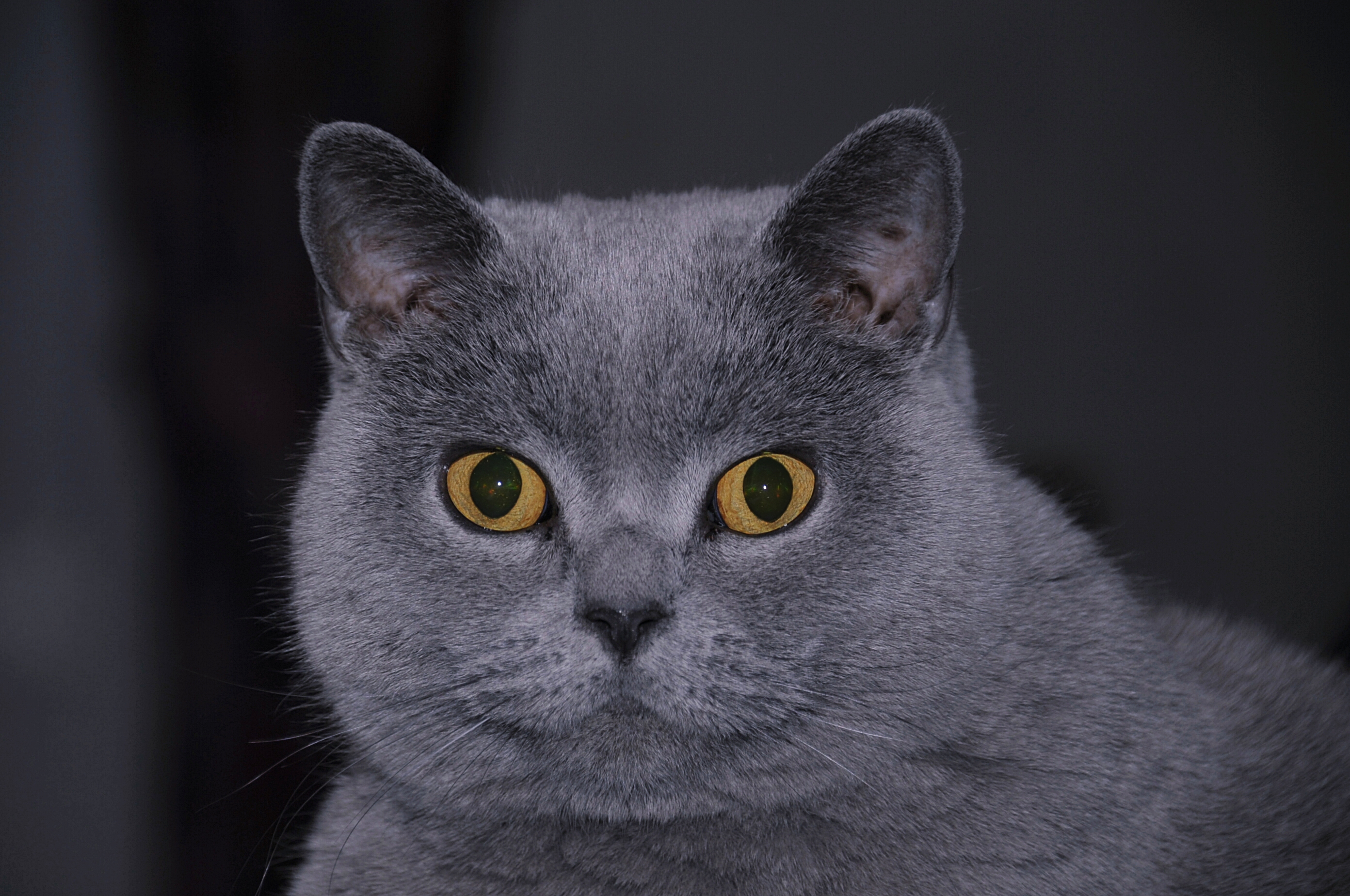
ブルーのブリティッシュショートヘア「ブリティッシュブルー」にはしばしばシャルトリューとの類似性が指摘される。

ブリティッシュショートヘア（英：British Shorthair）は、猫の一品種である。グレートブリテン島原産とされている。短毛種。土着の短毛猫を改良して血統管理されている。 
自然発生種に類され、ブリテンの地に源流を有する数多の猫種のなかでも最古であると考えられている。 殊にこの品種のブルー（灰色）の毛色はブリティッシュショートヘアの「永遠の傑作」とも言われ、「ブリティッシュブルー」の呼び名がつくことがある。

## 来歴
2世紀にグレートブリテン島を侵略したローマ人は、農耕をもたらすと同時にネズミ対策のためにこの地に猫を持ち込んだ。やがてローマ人らが引き揚げたあと、隔絶状態に入った島内で猫の繁殖が進んだ。 こうして繁殖した猫たちの子孫と伝えられるブリティッシュショートヘアは、1800年代にはその存在を知られていた。
起源にあたる時期は1880年代で、当時のイギリスに生息していた野良猫や飼い猫など雑多な種を交配したうえで生み出された。 1871年にロンドンで世界初のキャットショー（猫展覧会）が開催された際に、数多の優秀賞を獲得する。1890年代になると地元イギリスで一猫種としての公認を獲得した。
20世紀の中頃―第二次世界大戦の時期には食料不足を原因として絶滅の危機に瀕したものの、繁殖家たちの尽力によって、この品種の最近似型とみなされたペルシャとの交配計画が始まる。これによって血統の断絶は回避され、更には外部交配によってそれまでに無かった毛色と体型が誕生した。
やがて1970年代に入るとアメリカ合衆国に持ち込まれ、そこで人気の猫種へ。 1980年代になると米国で幅広い公認を受けた。 21世紀に入ってからは多様な東洋の猫種（いわゆるオリエンタル種）との異種交配の試みが活発化し、それまでに存在しなかった様々な新しい毛色が見られるようになった。

## 特色
元々は「ブリティッシュブルー」と呼ばれていた。これはキャットショーに出陳されていたブリティッシュショートヘアが、ある時期まではブルーの毛色に限られていたことと、この毛色に人気が集中していたことによる。 ブルーのブリティッシュショートヘアは、その他の毛色の個体より被毛が厚めであるという特色を具える。
「短毛」を意味する「ショートヘア」という名の通り短毛種であり、骨太の脚、厚く幅の広い胸部、引き締まった胴体、重量感のある丸い顔、そして、殊に密生した短い被毛を特徴とする。 完全な成熟までに要する期間はおおよそ3年から5年。 B型の血液を保持する個体が4割に達する。これは他の短毛種にはない珍しい特徴である。
気質の面においては、誠実さおよび辛抱強さと控えめな様子が特色とされ、非常に静かな性質である。 従順にしておとなしい反面、触れられるのを嫌がることから、「独立心の強い落ち着いた猫」という評価を受けている。

## 影響

### チェシャ猫

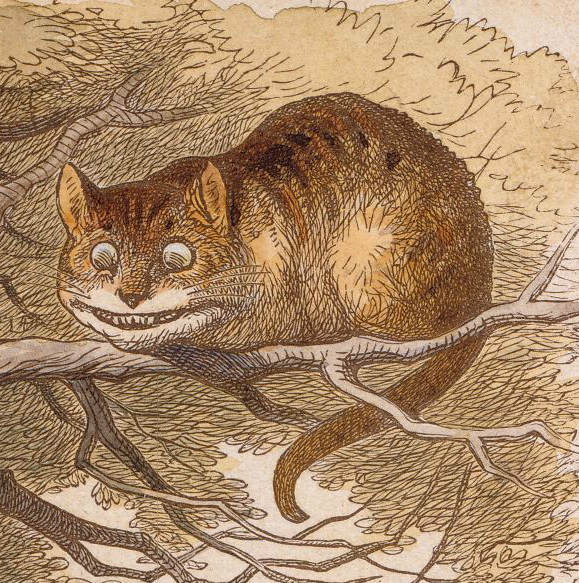
チェシャ猫 / ジョン・テニエルの挿絵（彩色版）。顔付きは別として、毛並みはオレンジタビーであることが分かる。

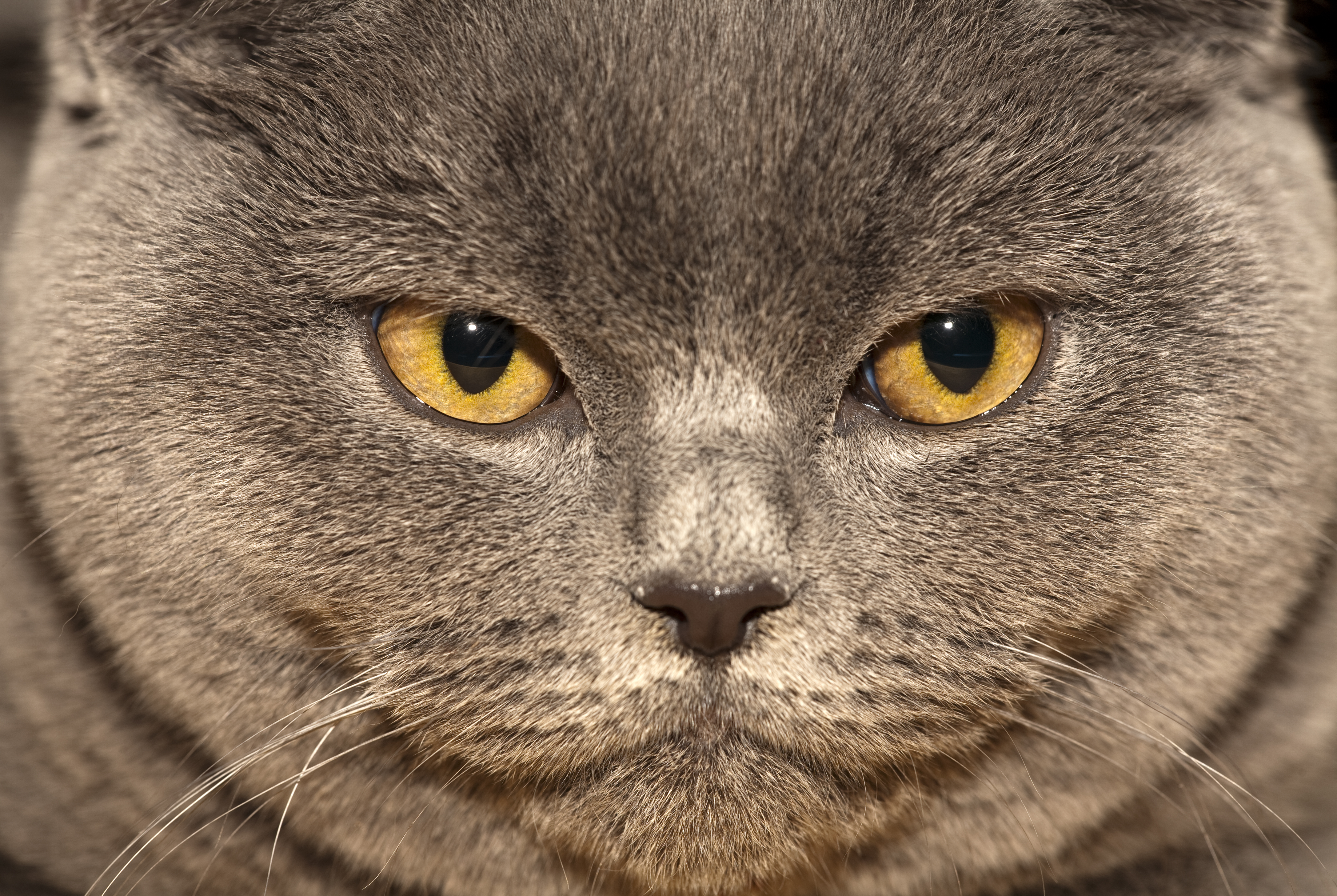
ブリティッシュショートヘアの正面顔は、笑うチェシャ猫に似ていると言われれば、確かにそうかも知れない。

チェシャ猫は、ルイス・キャロルの児童小説『不思議の国のアリス』（1865年）に登場する架空の猫であり、常にニヤニヤと笑い、自由自在に空間を移動して姿を消したり現わしたりできる異能の存在である。このキャラクターを創出するためのインスピレーションを作者が何から得たのかについては様々な説が唱えられている (cf.)。一説では、面構えが似ているということで、このブリティッシュショートヘアをモデルにしていると推定されている。イングランド南部のチェシャー地方で生まれ育ったキャロルであれば、ブリティッシュショートヘアを目にしていたである可能性は高い。また、挿絵を描いたのはキャロルではなくジョン・テニエルであることから、彼に求めるべきかも知れない。キャット・ファンシアーズ・アソシエーション(CFA）は、この猫の面構えがチェシャ猫の笑い顔に似ていることを認めてはいる。

## ヘアカラーギャラリー

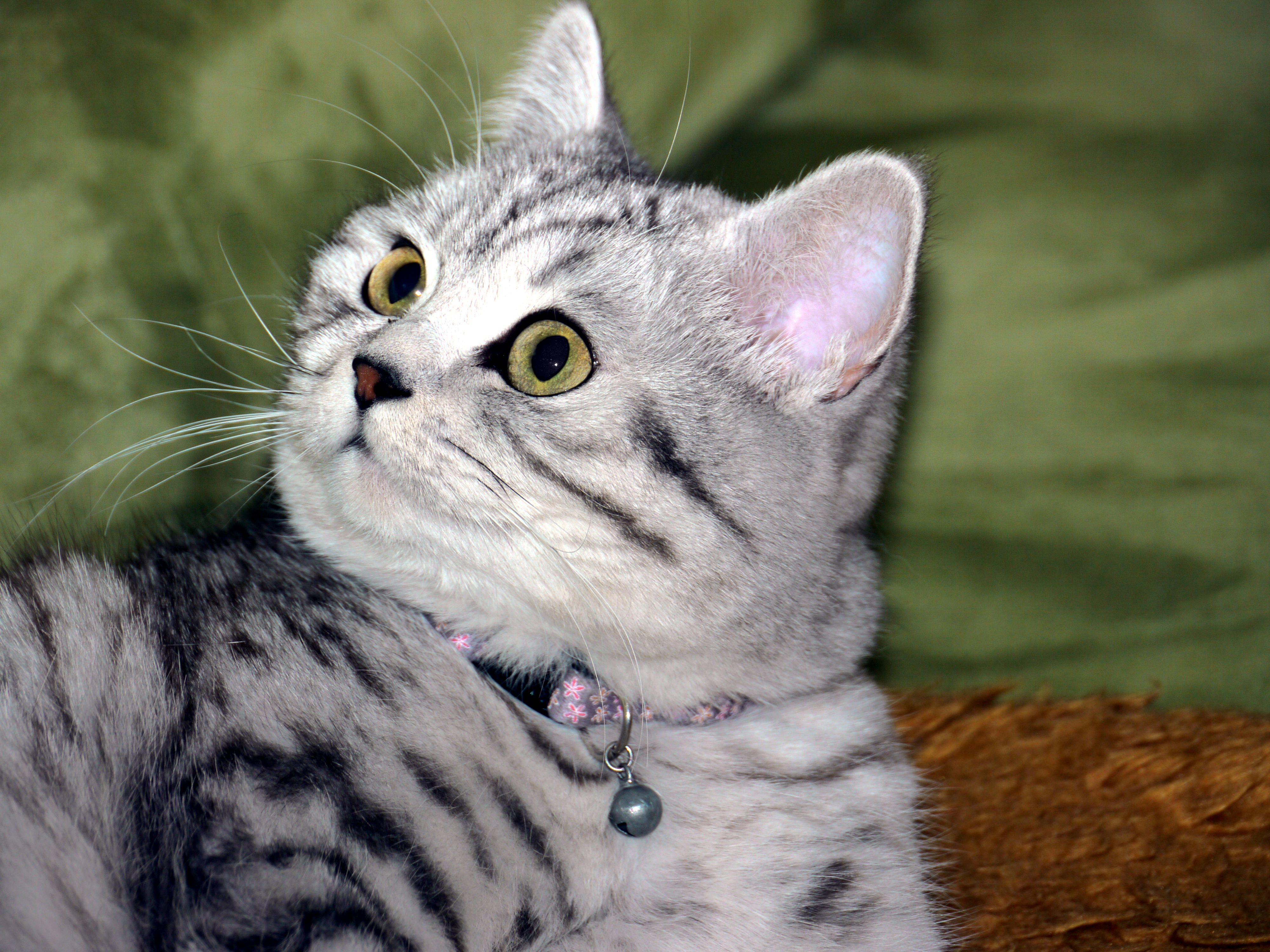
サバトラ
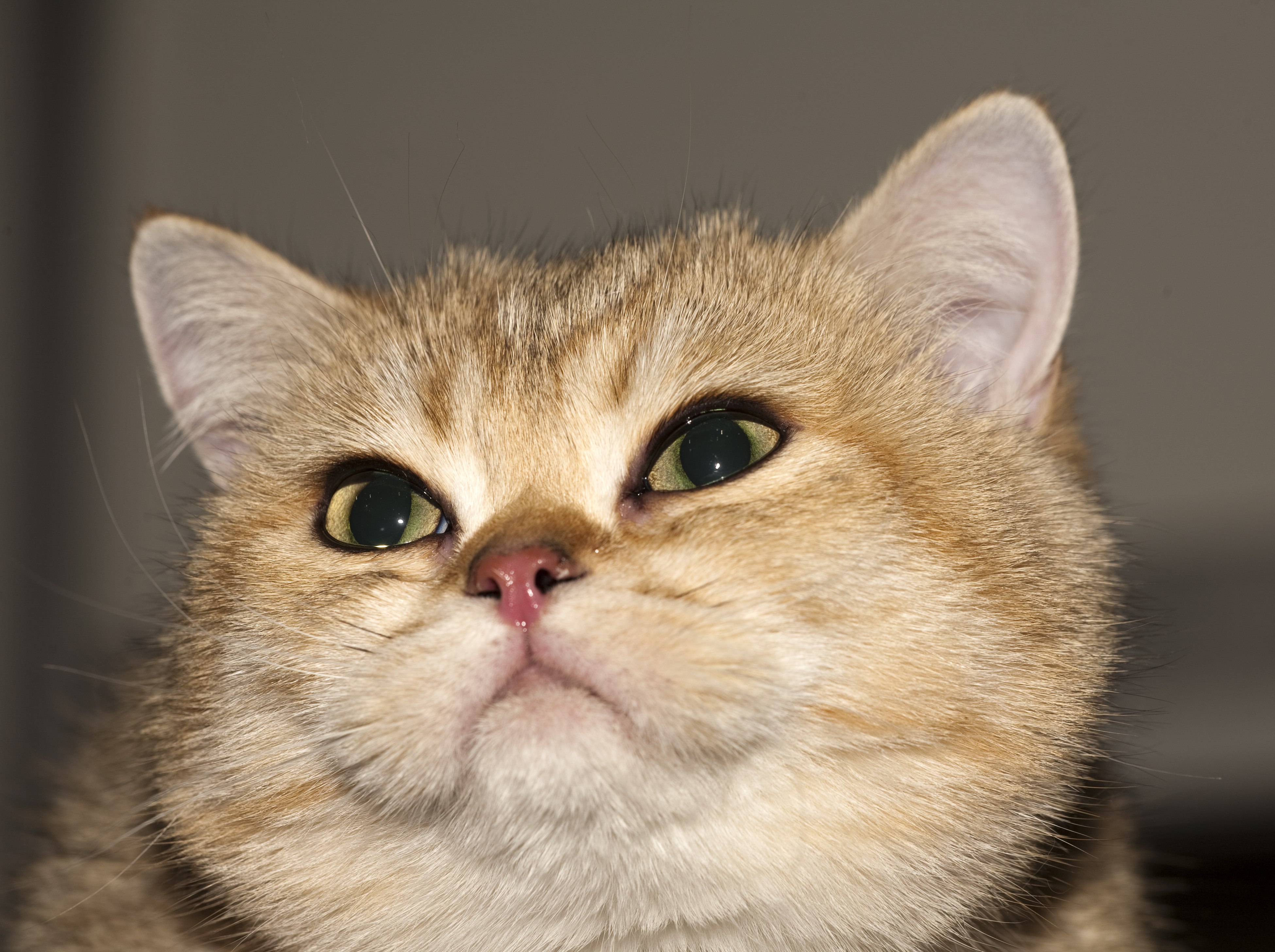
茶トラ
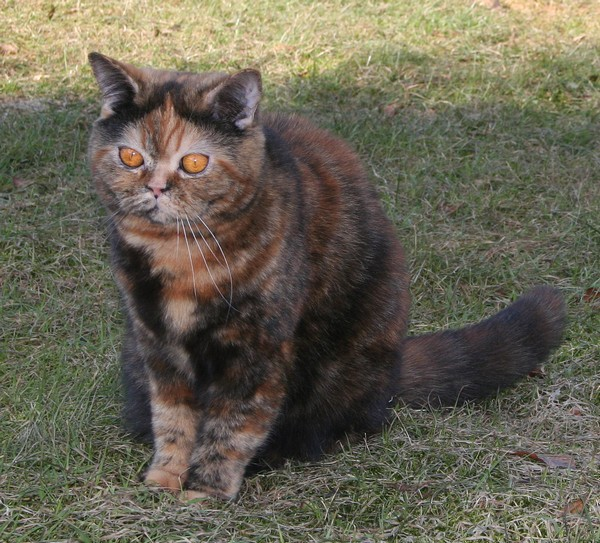
錆び猫
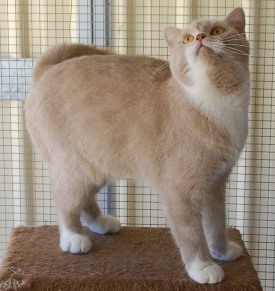
クリーム・ホワイト
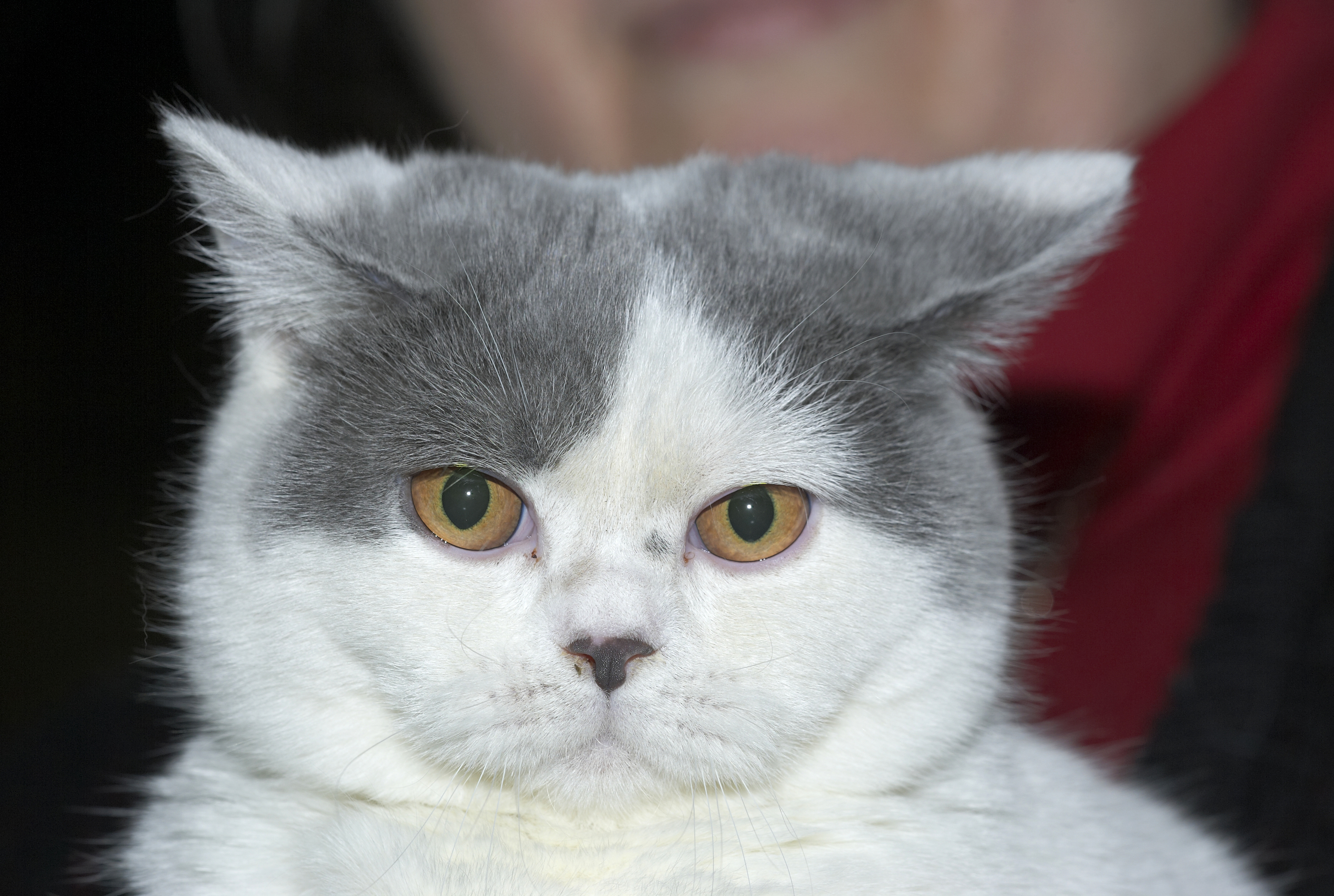
ブルー・ホワイト
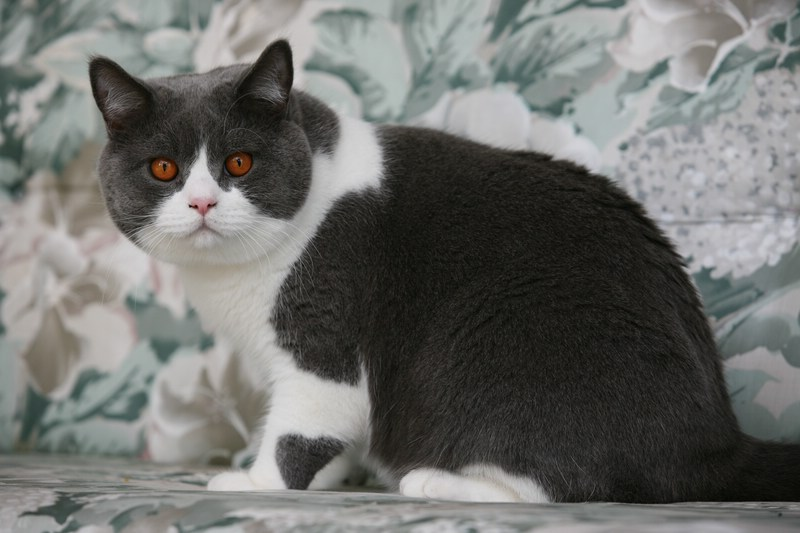
はちわれ
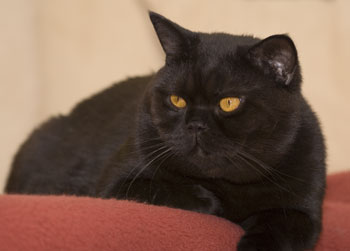
黒猫
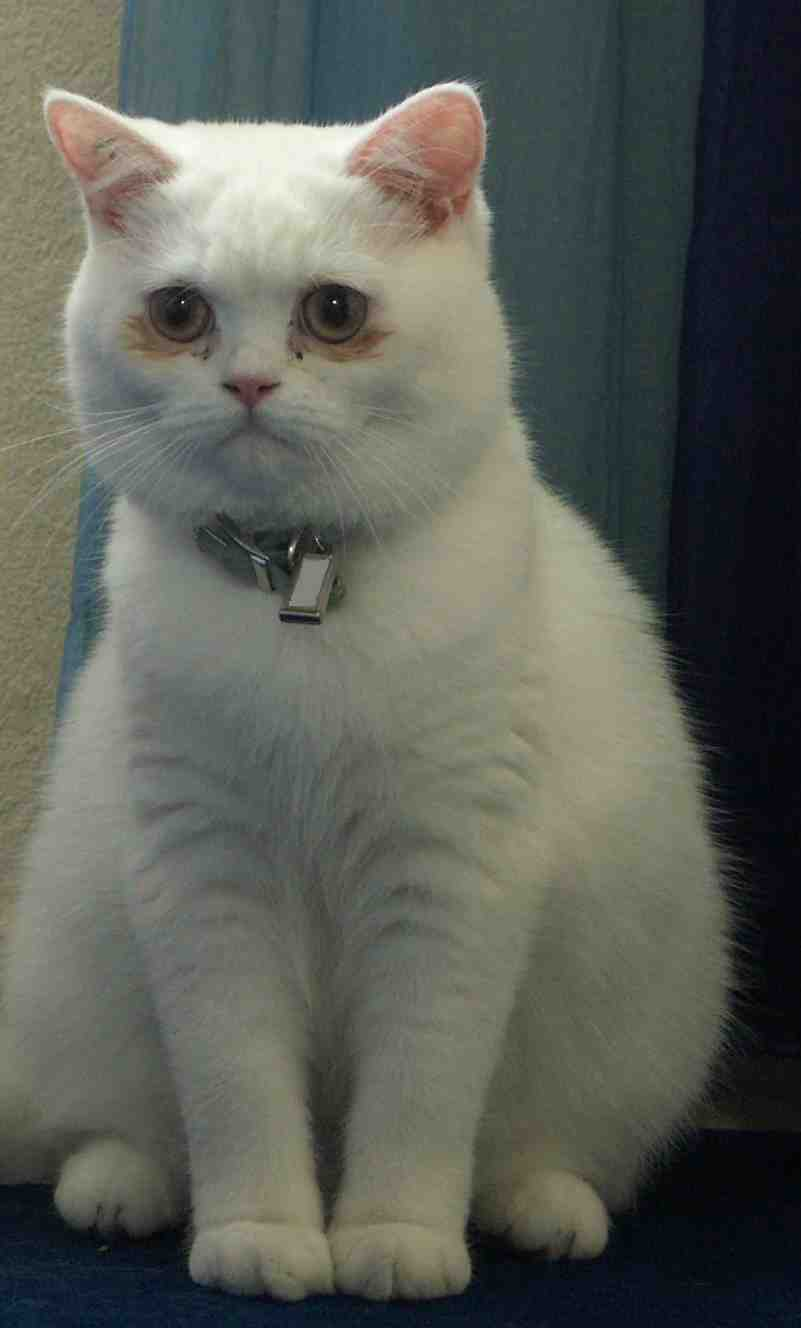
白猫